# Carnage (banda)
Carnage fue un grupo sueco de death metal que daría lugar posteriormente a Dismember. Formada en el año 1988 por Michael Amott y Johan Liiva, solo publicó un álbum antes de disolverse en 1991.

## Historia
Carnage fue fundada como Global Carnage al final de 1988 por Michael Amott y Johan Liiva, pero pronto cambiaron el nombre a Carnage. El grupo publicó en 1989 dos demos en casete que recibieron una relativa aceptación en el panorama local: The Day Man Lost e Infestation of Evil. Carnage tuvo varios cambios de formación hasta que finalmente consiguieron lanzar su único álbum Dark Recollections en 1990, quedando solamente Michael Amott de todos los miembros fundadores. Cuando el disco comenzó a ser conocido de una manera más amplia, el grupo ya se había disuelto.
Dark Recollection fue publicado en un primer momento como un split álbum junto a Hallucinating Anxiety de Cadaver por la discográfica Necrosis Records, una subdivisión de Earache Records. El mismo álbum fue publicado otra vez en el año 2000 con bonus tracks adicionales.
Al deshacerse el grupo, Michael Amott se fue a Carcass para más tarde formar Arch Enemy (junto a Johan Liiva) y Spiritual Beggars. Matti Kärki y Fred Estby crearon Dismember.

## Discografía
- The Day Man Lost (1989, demo)
- Torn Apart (1989, single)
- Infestation of Evil (1989,  demo)
- Dark Recollections (1990)
- Live in Stockholm (1990, EP)

## Miembros en el momento de la disolución
- Michael Amott - guitarra (1988-1991)
- Matti Kärki - voz (1989-1991)
- Fred Estby - batería (1989-1991)
- Johnny Dordevic - bajo (1989-1991)
- David Blomqvist - guitarra (1989-1991)

## Miembros anteriores
- Johan Liiva bajo, voz (1988)
- Jeppe Larsson - batería (1988)

- Datos: Q1043877